# マルクス・ペレイラ (レーベル)
ジスコス・マルクス・ペレイラ(ポルトガル語: Discos Marcus Pereira)は、かつてブラジルに存在したインディーズレーベル。弁護士のほか広告代理店の経営者としても活躍したマルクス・ペレイラによって1973年に設立されて以来、MPBや民俗音楽を中心に録音した。

## 歴史

### 前史
1966年頃、音楽家のルイス・カルロス・パラナ(Luis Carlos Parana)とマルクス・ペレイラが、サンパウロ市にバー「オ・ジョグラウ(O Jogral)」を設立。
当時のブラジルは、海外のロックンロールに触発を受けた音楽ムーブメント「イェ・イェ・イェ」が流行していた（ジャンル名の由来は、ビートルズ「シー・ラヴズ・ユー」で使われた「Yeah yeah yeah」というフレーズ）。
一方、このバーには、真のブラジルのポピュラー音楽を求めるジャーナリスト、知識人および芸術家が集っていた。常連には、当時のサンパウロ大学動物学博物館の館長で、作曲家としても活動していたパウロ・ヴァンゾリーニもいた。
1967年10月、マルクス・ペレイラは、自身の広告代理店の顧客への年末の贈り物としてアルバムを制作することを決める。そうして、パウロ・ヴァンゾリーニが手掛けた曲をシコ・ブアルキら6名の歌手がレコーディングしたアルバム「Onze sambas e uma capoeira」を録音。当時無名だったトッキーニョが編曲者として参加した。
翌年、同じく年末の贈り物として配布することを意図して、アルバム「Brasil: Flauta, Cavaquinho E Violão」を製作。レーベル名は自身のバーにちなんで「O jogral」とした。

### レーベル「マルクス・ペレイラ」設立
多国籍企業によってブラジル音楽シーンが支配されるさまを見て、マルクス・ペレイラは広告代理店を閉鎖し、音楽の道に専念することを決めた。さらに、ルイス・カルロス・パラナが死去したこともあり、1973年、マルクス・ペレイラはレーベル「O Jogral」を買収し、文化ジャーナリストのアルイジオ・ファルカォン(Aluízio Falcão)とともにレーベル「マルクス・ペレイラ(Discos Marcus Pereira)」を設立した。
しかし、財政的な困難が最初の1年で現れ始めた。ペレイラはレコードの制作に多額の投資をしたが、少なくとも短期的に見れば、その収益でコストを賄うことは不可能だった。
やがて危機は持続不可能なレベル近くまで拡大し、賃金延滞に対する抗議運動の末に退職して行く従業員もいた。その中にはファルカォンや、かつてアイアート・モレイラやエルメート・パスコアールらとともに音楽グループ「クアルテート・ノーヴォ」に参加していた音楽家兼編曲家のテオ・ジ・バホスなどがいた。
レーベルが存続した約10年の間に、マルクス・ペレイラ・レーベルは少なくとも144のアルバムをリリースした。この中で注目に値するのは1976年に制作したカルトーラのアルバムで、これはローリング・ストーン・ブラジルが選んだ「ブラジル音楽の偉大なアルバム100」で8位に選出された。
そのほかにもブラジル各地の民族音楽を収集し、体系的にまとめた作品群は、評価を得ており、ブラジル北東部の音楽を集めた4枚組（当初は10枚組の予定だったが財政的な理由で4枚になった）アルバム「Musica Popular do Nordeste」によって、マルクスはMIS (Museu da Imagem e do Som do Rio de Janeiro)からEstacio de Sa賞を授与された。
しかし、オイルショックなどにより引き起こされた不景気のなか、マルクス・ペレイラ・レーベルは独立系レーベルとしての活動を終了。マルクスは破産し、個人的な理由によって1981年に自殺した。レーベルのコレクションは、1976年以来レコードの生産を委託していたコパカバーナ・レーベルが管理することとなった。1980年代にコパカバーナが閉鎖されると、コレクションは多国籍企業のEMIブラジル（のちにユニバーサル・ミュージック・グループ系列へ）の傘下に置かれた。

## 録音物
大手レコード会社の「商業的」な振る舞いが、自国の音楽の存続を危険にさらしていると考えていたマルクスは、文化的・歴史的な価値のある音楽の記録に力を注いだ。特に、ブラジルの各地域に伝わる音楽を収集し、体系的にまとめた作品群の制作は、レーベルのライフワークともいえる活動だった。
- 1972年 - Música Popular Do Nordeste（北東部の音楽集）全4枚
- 1974年 - Música Popular Do Centro-Oeste/Sudeste（中西部および南東部の音楽集）全4枚
- 1975年 - Música Popular Do Sul（南部の音楽集）全4枚
- 1976年 - Música Popular Do Norte（北部の音楽集）全4枚

録音には、企画に賛同したアーティストらがレコード会社の垣根を越えて参加しており、エリス・レジーナやナラ・レオン、クレメンチーナ・ジ・ジェズースらが参加している。
これらの録音群はのちに2枚組の総集編「マパ・ムジカウ・ド・ブラジル（Mapa Musical Do Brasil、"ブラジルの音楽地図"の意）」としてまとめられた。